# Tiombé Hurd
Tiombé Hurd (ur. 17 sierpnia 1973 w Seattle) – amerykańska lekkoatletka specjalizująca się w trójskoku, uczestniczka letnich igrzysk olimpijskich (Ateny 2004).

## Sukcesy sportowe
- dwukrotna mistrzyni Stanów Zjednoczonych w trójskoku – 2001, 2004[1]
- czterokrotna halowa mistrzyni Stanów Zjednoczonych w trójskoku – 2000, 2001, 2004, 2006[2]

| Rok  | Miasto    | Zawody                    | Konkurencja | Wynik         |
| ---- | --------- | ------------------------- | ----------- | ------------- |
| 1998 | Nowy Jork | Igrzyska Dobrej Woli      | trójskok    | brązowy medal |
| 2001 | Lizbona   | Halowe mistrzostwa świata | trójskok    | brązowy medal |
| 2001 | Brisbane  | Igrzyska Dobrej Woli      | trójskok    | 6. miejsce    |

## Rekordy życiowe
- trójskok – 14,45 – Sacramento 11/07/2004 (do 2016 rekord Stanów Zjednoczonych)[5]
- trójskok (hala) – 14,19 – Lizbona 11/03/2001